# Dettlingen
Dettlingen ist ein Ortsteil der Stadt Horb am Neckar mit rund 330 Einwohnern. Es liegt 10,5 km westlich von Horb, am Beginn des Dießener Tales.
Am 1. Mai 1972 wurde Dettlingen in die Stadt Horb am Neckar eingegliedert.

## Geschichte
Dettlingen wurde zum ersten Mal in einem Schenkungsbuch des Klosters Reichenbach um das Jahr 1140 erwähnt. Der Ort hatte sein eigenes Rittergeschlecht. Es waren Lehensleute der Grafen von Hohenberg. Als letzter des Geschlechts starb Christian Leopold Freiherr von Dettlingen im elsässischen Straßburg im Jahre 1852. Dettlingen gehörte lange, wie die Stadtteile Dießen, Bittelbronn und Grünmettstetten zum Pfarrsprengel Oberiflingen.
Dettlingen gehörte ab 1803 zum Fürstentum Hohenzollern-Sigmaringen und waren dort dem Oberamt Hechingen, ab 1838 dem Oberamt Haigerloch und 1854 erneut dem Oberamt Hechingen zugeordnet, aus dem 1925 der Landkreis Hechingen entstand.
Die Gemeinde war mehrfach Sieger im Blumenschmuckwettbewerb „Unser Dorf soll schöner werden“.

## Sehenswürdigkeiten
Sehenswert ist die katholische Pfarrkirche St. Pantaleon. Sie wurde 1712 als Saalkirche vom Benediktinerkloster Muri/Schweiz erbaut. Der spätgotische Hochaltar wurde von einem Vorgängerbau in die heutige Kirche übernommen.
Im Dorf befinden sich einige sehr alte Fachwerkhäuser aus dem 16. und 17. Jahrhundert.